# Weatherwax Glacier
Weatherwax Glacier är en glaciär i Antarktis. Den ligger i Östantarktis. Nya Zeeland gör anspråk på området. Weatherwax Glacier ligger 800 meter över havet.
Terrängen runt Weatherwax Glacier är varierad. Havet är nära Weatherwax Glacier åt sydost. Trakten är obefolkad. Det finns inga samhällen i närheten. 